# هیگینیو مارین
هیگینیو مارین (انگلیسی: Higinio Marín؛ زادهٔ ۱۹ اکتبر ۱۹۹۳) بازیکن فوتبال اهل اسپانیا است.
از باشگاه‌هایی که در آن بازی کرده‌است می‌توان به باشگاه فوتبال رئال مورسیا اشاره کرد.